# Rã-golias
A rã-golias (nome científico: Conraua goliath) é uma espécie africana de anfíbio anuro. Pode medir até 40 cm e pesar 3 kg. É o maior anuro existente. Tem uma capacidade de salto notória, podendo saltar cerca de 3 metros de uma só vez, embora se canse rapidamente após dois ou três saltos. A sua área de distribuição é restrita, compreendendo regiões dos Camarões e Guiné Equatorial. O seu efectivo populacional tem vindo a diminuir devido a destruição do seu habitat e recolecção com vista a ser comercializada como animal de estimação.

## Distribuição e habitat
A rã-golias é normalmente encontrada em rios próximos e de fluxo rápido com fundos arenosos nos países da África Central dos Camarões e da Guiné Equatorial. Os sistemas fluviais em que esses sapos vivem são freqüentemente encontrados em áreas densas e extremamente úmidas com temperaturas relativamente altas.

## Ecologia e Comportamento

### Reprodução
Seu comportamento reprodutivo há muito tempo é um mistério, mas como a maioria dos anfíbios, a água é vital para sua reprodução. Como a rã-golias  não possui um saco vocal, ela não produz chamadas de acasalamento, um comportamento geralmente presente em rãs e sapos. Os machos escavam as lagoas com um metro de diâmetro, constroem piscinas limpas (áreas de desova),  empurrando as rochas para padrões semicirculares, carregando areia e pedras pesando até dois terços do seu próprio peso corporal, e fazem a reprodução ao longo dos rios acima da linha de água. As massas de ovos consistem em várias centenas até 3000 ovos, aproximadamente 3,5 mm (0,14 pol) cada, ligados à vegetação no fundo dos rios. O desenvolvimento larval leva entre 85 e 95 dias.